# Thaba-Tseka
Thaba-Tseka är en distriktshuvudort i Lesotho.   Den ligger i distriktet Thaba-Tseka, i den centrala delen av landet, 110 km öster om huvudstaden Maseru. Thaba-Tseka ligger 2 230 meter över havet och antalet invånare är 5 423.
Terrängen runt Thaba-Tseka är kuperad. Runt Thaba-Tseka är det ganska glesbefolkat, med 25 invånare per kvadratkilometer. Det finns inga andra samhällen i närheten. Omgivningarna runt Thaba-Tseka är i huvudsak ett öppet busklandskap.